# Berekum
Berekum é uma vila e é a capital de Berekum Municipal na Brong-Ahafo (região) do Sul do Gana. Berekum tem uma população de 62.364.. A língua nativa do povo Berekum é o Bono Twi.

## Clima
| Dados climáticos para Berekum | Dados climáticos para Berekum | Dados climáticos para Berekum | Dados climáticos para Berekum | Dados climáticos para Berekum | Dados climáticos para Berekum | Dados climáticos para Berekum | Dados climáticos para Berekum | Dados climáticos para Berekum | Dados climáticos para Berekum | Dados climáticos para Berekum | Dados climáticos para Berekum | Dados climáticos para Berekum | Dados climáticos para Berekum |
| Mês                           | Jan                           | Fev                           | Mar                           | Abr                           | Mai                           | Jun                           | Jul                           | Ago                           | Set                           | Out                           | Nov                           | Dez                           | Ano                           |
| ----------------------------- | ----------------------------- | ----------------------------- | ----------------------------- | ----------------------------- | ----------------------------- | ----------------------------- | ----------------------------- | ----------------------------- | ----------------------------- | ----------------------------- | ----------------------------- | ----------------------------- | ----------------------------- |
| Média alta °C (°F)            | 35 (95.0)                     | 41 (105.8)                    | 38 (100.4)                    | 39 (102.2)                    | 32.5 (90.5)                   | 31.5 (88.7)                   | 40 (104.0)                    | 31.9 (89.4)                   | 29.9 (85.8)                   | 46 (114.8)                    | 34.4 (93.9)                   | 34 (93.2)                     | 46 (114.8)                    |
| Média baixa °C (°F)           | 17.8 (64.0)                   | 18.1 (64.6)                   | 16.8 (62.2)                   | 16.8 (62.2)                   | 14.5 (58.1)                   | 13.8 (56.8)                   | 15.9 (60.6)                   | 15.3 (59.5)                   | 14.8 (58.6)                   | 16.3 (61.3)                   | 16.3 (61.3)                   | 15.6 (60.1)                   | 14.5 (58.1)                   |
| Média precipitação mm (pol.)  | 8 (0.3)                       | 10 (0.4)                      | 13 (0.5)                      | 48 (1.9)                      | 89 (3.5)                      | 76 (3.0)                      | 30 (1.2)                      | 33 (1.3)                      | 61 (2.4)                      | 79 (3.1)                      | 30 (1.2)                      | 8 (0.3)                       | 485 (19.1)                    |
| Fonte: Meoweather.com         |                               |                               |                               |                               |                               |                               |                               |                               |                               |                               |                               |                               |                               |